# نوئل گلگر
نوئل توماس دیوید گلگر (به انگلیسی: Noel Thomas David Gallagher) (تولد: ۲۹ می ۱۹۶۷) موزیسین، خواننده، ترانه‌نویس انگلیسی و در گذشته گیتاریست اول و گاهی خواننده اول گروه راک بریتانیایی اوسیس است. نوئل برادر بزرگتر لیام گلگر خواننده اصلی گروه اوسیس است و این دو بنیان‌گذاران اصلی گروه اوسیس هستند. نوئل، هم‌اکنون بر روی پروژه شخصی خود، نوئل گلگرهای فلایینگ بیردز کار می‌کند. نوئل در شهر منچستر متولد شده‌است و در همان شهر بزرگ شده‌است. او در سن سیزده سالگی آموختن گیتار را شروع کرد. نوئل ابتدا کار خود را در سال ۱۹۸۸ به عنوان مسئول تدارکات و تکنیسین در گروه محلی منچستری اینسپایرال کارپتز شروع کرد. زمانی که نوئل با این گروه در تور بود متوجه شد که لیام یک گروه برای خود به نام د رٍین تشکیل داده‌است که در نهایت به اوسیس تغییر نام پیدا کرد. زمانی که گلگر به انگلستان بازگشت از طرف برادرش برای کار در گروه به عنوان گیتاریست و ترانه‌نویس دعوت شد.
آلبوم اول گروه، به‌طور قطعی شاید (۱۹۹۴) جایگاه گروه را به عنوان پرچمدار جنبش بریت‌پاپ تثبیت کرد. آلبوم دوم آن‌ها (داستان چیست) افتخار صبح؟ در چارت انگلستان به رتبه اول رسید و سومین آلبوم استودیویی گروه نیز سریع‌ترین فروش یک آلبوم در تاریخ چارت بریتانیا را رقم زد. بعد از آلبوم سوم جنبش بریت‌پاپ دچار افول شد و دو آلبوم بعدی هم نتوانست بریت‌پاپ را به روزهای اوج خود بازگرداند. با این وجود دو آلبوم انتهایی گروه مورد تحسین و ستایش فراوانی قرار گرفت. در ۲۸ اوت ۲۰۰۹ بعد از دعوایی که نوئل با لیام و بعد از کنسرت پاریس کرده بود اعلام کرد که از گروه جدا شده‌است. او همچنین گفت که به کار خود به عنوان موزیسین ادامه خواهد داد.
اجرای گالاگر در اوئیسیز همراه با دردسر برای او بود. مخصوصاً در اوج بریت پاپ که او و برادرش لیام با هم درگیری‌های بسیاری داشتند. نزاع دو برادر و سبک زندگی وحشیانه‌شان موضوع اخبار روزنامه‌های عامه پسند شده بود. گالاگر همراه با گروهش اوئیسیز رقابت شخصی نسبت به گروه بلِر داشتند. با این حال او معمولاً به عنوان جلودار جنبش بریت پاپ شناخته می‌شد. هنرمندان بسیار ترانه‌نویسی او را تحسین کرده‌اند، از جمله جورج مارتین که او را بهترین ترانه‌سرای نسل خود قلمداد کرده‌است.

## تولد تا نوجوانی
نوئل گلگر در لانگسایت منچستر به دنیا آمد. او فرزند دوم زوج ایرلندی بعد از برادرش پل آنتونی گلگر است. بعد از تولد برادرش لیام در سال ۱۹۷۲ خانوادهٔ گلگر به برنیج که حومهٔ منچستر است نقل مکان کردند. او و برادرانش از پدر شراب خوارشان کتک می‌خوردند و کودکی سختی را گذراندند. رفتار بد پدر باعث شد پل و نوئل دچار لکنت شوند. پل اتاق خودش را داشت چون پسر بزرگتر بود اما نوئل مجبور بود با لیام هم اتاق شود.
در سال ۱۹۷۶، پگی گلگر (مادر نوئل) یک اخطاریه قانونی برای جدایی از همسرش به دست آورد. شش سال بعد، بالاخره او را ترک کرد، و هر سه پسر را با خود برد.
برادران گلگر و به خصوص نوئل در نوجوانی عادت داشتند از مدرسه در بروند یا با پلیس درگیر شوند. مادرش به عنوان آشپز سلف سرویس مدرسه‌شان کار می‌کرد و نوئل قبل از دررفتن سعی می‌کرد سری هم به او بزند. او در ۱۵ سالگی به خاطر پرتاب کردن یک کیسه آرد روی معلمش از مدرسه اخراج شد. او در اوایل ۱۹۸۰ در تیم‌های فوتبال محلی نیز بازی می‌کرد. او در سن ۱۳ سالگی توبیخی شش‌ماهه از مدرسه دریافت کرد و این مدت به مدرسه نرفت. در عوض گیتار زنی را با گیتاری که پدرش برای او جا گذاشته بود یادگرفت. او ترانه‌های مورد علاقهٔ خود را که از رادیو شنیده بود را روی گیتارش تقلید می‌کرد. گلگر مخصوصاً از ترانهٔ آغازین گروه اسمیتز که در برنامهٔ برترین‌های پاپ اجرا کرده بودند، الهام گرفت و به گفتهٔ خودش از آن روز به بعد می‌خواست یک جانی مار بشود.
برادران گلگر در نوجوانی رابطهٔ محدودی با پدرشان داشتند که آن هم به خاطر تضمین شغلشان در کار ساخت و ساز ساختمان بود و به‌طور کلی رابطه‌شان متلاطم باقی ماند. به گفتهٔ گلگر به دلیل دعوایی که با پدرشان داشتند تا نه شب سر کار می‌ماندند. پس از ترک شرکت ساختمانی پدرش، او یک کار در شرکت ساختمان دیگری واگذار شده به شرکت گاز بریتانیا پیدا کرد. او در حادثه ای مصدوم شد و پس از بهبودی کار سبک تری در انبار شرکت به او دادند. این فرصتی بود تا روی گیتار زنی و ترانه‌نویسی بیش تر تمرین کند. بیشتر وقت نوئل در دههٔ ۱۹۸۰ در اتاقک کوچکی به گیتار زنی، ترانه‌نویسی و مصرف مواد مخدر گذشت. او چپ دست است اما با دست راست گیتار می‌نوازد.
در ماه می سال ۱۹۸۸ نوئل در یکی از کنسرت‌های گروه استون روزس با گیتاریست اینسپیرال کارپت آشنا شد و توانست به عنوان مسئول حمل و نقل ابزار موسیقی گروه اینسپرال کارپتز کار کند. بعدها خوانندهٔ این گروه دربارهٔ نوئل گفت «او اخلاق کاری، شوخ طبعی و شغلش را مدیون اینسپرال کارپتز» است.

## اوئیسیز

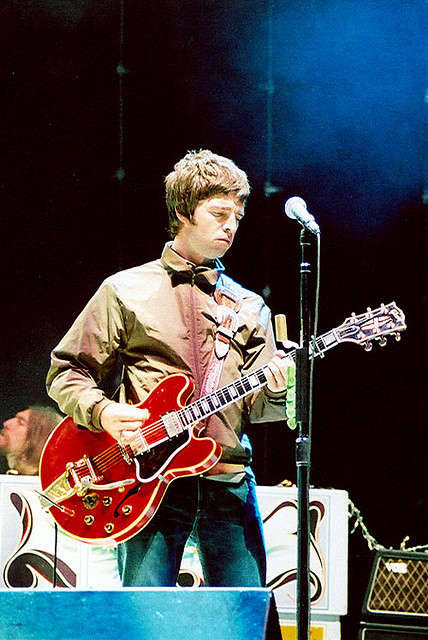
نوئل گالاگر از Oasis در حین اجرا

در سال ۱۹۹۱ نوئل از تور آمریکای اینسپرال کارپتز برگشته بود و به تماشای اجرای ذ رین رفت. سپس به شرط اینکه او ترانه‌سرای اصلی باشد به گروه پیوست. با توجه به منبع دیگری، نوئل پس از شنیدن ترانه‌های گروه برای اولین بار به لیام و بقیه گروه گفت: «اجازه دهید من بنویسم آهنگ‌های شما را و من شما را به سوپر استار شدن خواهم رساند یا اینکه در اینجا در منچستر بپوسید». تسلط او بر گروه در سال‌های اولیه آن لقب «رئیس» را به او داد.
با راهنمایی و هدایت نوئل، اویسیس توانست قراردادی برای ضبط آلبوم آغازین خودبه‌طور قطعی شاید دست و پا کند. سرعت فروش این آلبوم در تاریخ موسیقی بریتانیا بی‌سابقه بوده‌است. صدای لیام در آلبوم مورد تحسین واقع شد و حضورش در کنسرت‌ها اویسیس را به محبوبیت رساند. طرز برخورد او و معتاد بودنش سوژهٔ مطبوعات شد. (داستان چیست) گل شیپوری؟ حتی محبوب تر از آلبوم قبلی و تبدیل به سومین آلبوم پرفروش در تاریخ بریتانیا شد.
بریت پاپ و اوج شهرت
در همین زمان بود که اویسیس درگیر نبرد بریت پاپ با گروه بلر شد که رسانه‌ها سخت آن را پوشش می‌دادند. اویسیس گروهی شمالی و از طبقهٔ کارگر بود اما بلر جنوبی و از طبقهٔ متوسط بودند؛ بنابراین رسانه‌ها آن‌ها را رقیبهای طبیعی تلقی کردند. در ۱۴ اوت ۱۹۹۵ اوئیسیز و بلر همزمان تک‌آهنگ‌ها خود با نام رول ویث إت وکانتری هاوس را منتشر کردند اما تک‌آهنگ بلر فروش بیشتری نسبت به تک‌آهنگ اوئیسیز داشت. در هنگام اجرای رول ویث ات در برنامهٔ بهترین‌های پاپ لیام نقش گیتاریست و نوئل ادای خواندن ترانه را درمی‌آورد.
موفقیت اوئیسیز افتخار تازه و ثروت از دست گلگر درنرفت و او و برادرش برای «سبک زندگی راک اند رول» خود معروف شدند. آن‌ها به شدت مست می‌کردند، در مصرف مواد مخدر زیاده روی می‌کردند با طرفداران ، منتقدان، همسالان، و همدیگر درگیر می‌شدند، دو برادر و مخصوصا نوئل با افراد مشهوری مانند ایان براون، پل ولر، مانی، میک جگر، کریگ کاش، کیت ماس و جانی دپ دوست شده بودند. گالاگر پول زیادی صرف خرید اتومبیل‌های مختلف و یک استخر شنا کرد، با وجود این واقعیت که او نه می‌تواند رانندگی کند و نه شنا بلد است.
سومین آلبوم اوئیسیز با نام همین الان اینجا باش در بیست و یکم اوت ۱۹۹۷ منتشر شد و از لحاظ سرعت فروش رکوردار چارت بریتانیا شد.ت. نوئل بعدها همیشه این آلبوم را دست کم می‌گرفت. اما نظر لیام همین الان اینجا باش "یک آلبوم عالی "است.
در سال ۲۰۰۰ اوئیسیز با ایستادن بر روی شانه غول‌ها برگشت. همهٔ اعضای مؤسس به جز لیام اوئیسیز را ترک کرده بودند.
در سال ۲۰۰۲ آلبوم بعدی گروه، شیمی بت‌پرست منشر شده که سه آهنگ آن نوشتهٔ لیام بود و مهم‌ترین آن‌ها مرغ آواز خوان به انگلیسی songbird بود که به رتبهٔ سوم چارت انگلستان دست یافت. در اول دسامبر همان سال لیام در یکی از کلوب‌های شهر مونیخ همراه با درامر گروهآلان وایت پس از دعوا دستگیر شدند اما بدون جریمه آزاد شدند. لیام چند دندان خود را از دست داده بود و گروه مجبور شد اجراهای خود در شهر دوسلدورف را لغو کند.
در سال ۲۰۰۵ آلبوم ششم اوئیسیز، حقیقت را باور نکن با سه ترانهٔ دیگر از لیام با نام‌های عشق مانند بمب، حدس می‌زنم خدافکر کرده من هابیلم و معنای روح منتشر شد.
در سال ۲۰۰۷ جایزه بریت نقش برجسته در موسیقی به گروه تعلق گرفت. لیام وقتی برای گرفتن جایزه روی صحنه رفت گفت: «چند وقتی هست که برای این چرت و پرت‌ها نامزد نشدیم باید یه کاریش کرد».
در سال ۲۰۰۸ آلبوم هفتم اوئیسیز روحت را رها کن منتشر شد. سه ترانه از این آلبوم را لیام نوشته بود که مهم ترینشان وقت من تمام شده بود که منتقدان آن را با ترانه‌های بیتلز مقایسه کردند. آلبوم هفتم اوئیسیز به رتبهٔ اول چارت بریتانیا و رتبه ۵ چارت بیلبورد ۲۰۰ آمریکا دست یافت. اوئیسیز در اوت ۲۰۰۹ در توری هم نام آلبوم، در شهر پاریس به فعالیت خود پایان دادند. نوئل در وبلاگ خود نوشت که دیگر نمی‌تواند با لیام کار کند.